# Timea anthastra
Timea anthastra är en svampdjursart som beskrevs av Claude Lévi 1961. Timea anthastra ingår i släktet Timea och familjen Timeidae. Inga underarter finns listade i Catalogue of Life.